# 18725 Atacama
18725 Atacama (1998 JL3) là một tiểu hành tinh vành đai chính được phát hiện ngày 2 tháng 5 năm 1998 bởi Khảo sát tiểu hành tinh OCA-DLR ở Caussols.